# Rhynchospora exaltata
Rhynchospora exaltata är en halvgräsart som beskrevs av Carl Sigismund Kunth. Rhynchospora exaltata ingår i släktet småag, och familjen halvgräs. Inga underarter finns listade i Catalogue of Life.